# Bernhard Klein
Bernhard Joseph Klein, född den 6 mars 1793 i Köln, död den 9 september 1832 i Berlin, var en tysk tonsättare, bror till Joseph Klein.
Klein studerade från 1812 i Paris hos Cherubini, blev sedan musikdirektör vid domen i Köln, kallades 1818 till Berlin för att studera därvarande musikaliska institutioner och blev 1820 kompositionslärare vid det nybildade institutet för kyrkomusik där samt musikdirektör och sånglärare vid universitetet. 
Klein vann stort anseende som kyrkokompositör. Berömda blev hans hymner och motetter för mansröster. Vidare skrev han oratorier (Jephta, David, Job, Athalia), responsorier, några operor, sonater, ballader, visor med mera.